# Grêmio Recreativo Barueri
O Grêmio Recreativo Barueri (mais conhecido pelo acrônimo GRB ou ainda, GR Barueri) foi um clube poliesportivo brasileiro da cidade de Barueri, na Grande São Paulo. Foi fundado em 26 de março de 1989, como um organização não governamental para promover a prática do esporte na cidade. Em 1995, firmou convênio de fomento do esporte de competição com a prefeitura local. O GRB representava Barueri em modalidades como futebol, futsal, basquete, voleibol, handebol, ginástica artística, atletismo, bocha e artes marciais como caratê, judô, taekwondo e kung fu.
Apesar de ser uma ONG, o clube era apoiado financeiramente pelo poder público municipal, sendo inclusive presidido pelo então Secretário de Esportes de Barueri. O Grêmio Recreativo Barueri seguiu em atividade até 2015, quando a prefeitura decidiu encerrar os projetos de esporte de alto rendimento na cidade, mantendo apenas as escolinhas para crianças e adolescentes.
A equipe de futebol profissional deixou de ser ligada à ONG em julho de 2008, quando tornou-se um clube-empresa com um CNPJ diferente.

## Futebol
O Grêmio Recreativo Barueri iniciou no futebol em 2000, com a parceria com a Roma Incorporadora que resultou no Roma Barueri, campeão da Copa São Paulo de Futebol Júnior de 2001. A parceria durou apenas um ano, e em 2001, a prefeitura de Barueri passou a apoiar financeiramente o GRB, que se filiou à Federação Paulista de Futebol. O Grêmio Barueri teve uma rápida ascensão no futebol, chegando à elite do Campeonato Paulista em 2007 e até a Série B do Campeonato Brasileiro, no mesmo ano. Em julho de 2008, a equipe de futebol profissional separou-se da ONG, ao tornar-se um clube-empresa com um CNPJ diferente.

## Basquete

### Banco Bandeirantes (1997–1998)

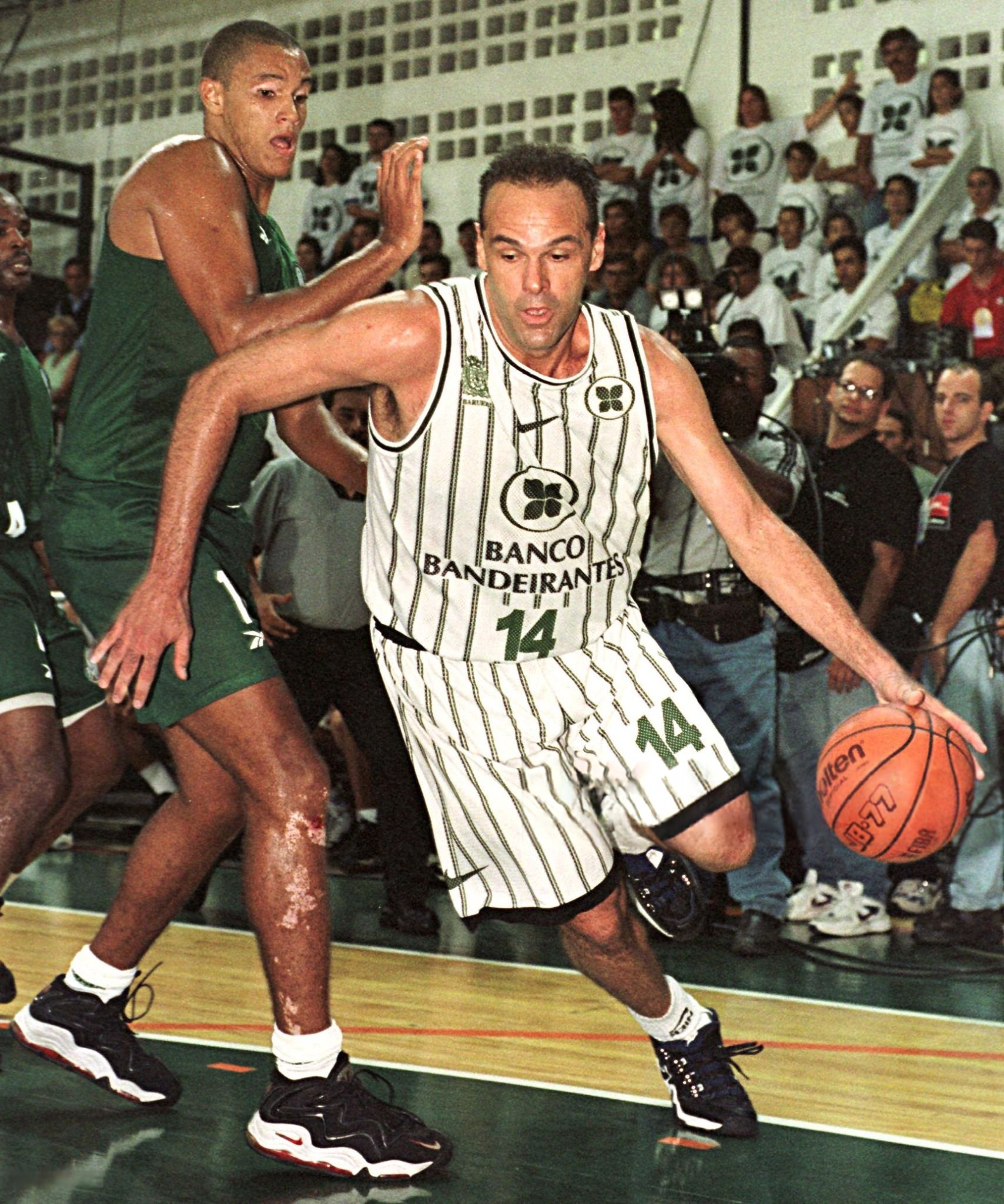
Oscar em ação pelo Banco Bandeirantes/Barueri em 1998.

Em setembro de 1997, o Banco Bandeirantes firmou uma parceria com o Grêmio Recreativo Barueri para lançar uma equipe profissional de basquete. Com um investimento planejado de R$ 4 milhões na modalidade, o projeto contava com nomes de peso: Oscar Schmidt foi contratado para ser o principal nome da equipe no Campeonato Paulista de Basquete, comandada por outro ex-jogador da Seleção Brasileira, Marcel de Souza. A equipe rapidamente ganhou destaque por se tratar de um clube-empresa, oferecendo benefícios e uma estrutura financeira que ainda não era comum para a modalidade no Brasil.
Nas quadras, a parceria rendeu bons frutos. O Banco Bandeirantes/Barueri se estabeleceu como o melhor ataque da competição, liderado por Oscar, o cestinha da liga. O veterano também estabeleceu diversos recordes pela equipe, como o jogo com maior pontuação na história do Campeonato Paulista (281) e a maior pontuação em um único jogo de sua carreira (74), ambas as marcas sendo atingidas na derrota por 145 a 136 para o Corinthians. Nos playoffs do Paulista, o Banco Bandeirantes/Barueri venceu o Pinheiros nas quartas de final, mas foi eliminado na semifinal, perdendo para o eventual campeão Marathon/Franca por três jogos a um.
No Campeonato Nacional de 1998, o time contou com os reforços de Maury e Paulinho Villas Boas, campeões pan-americanos em 1987. Oscar novamente liderou o melhor ataque da competição, marcando 1.113 pontos. A equipe de Barueri terminou a primeira fase em sexto lugar na classificação geral, mas sofreu outra eliminação diante do time de Franca, desta vez nas quartas de final do certame nacional. Após a Caixa Geral de Depósitos adquirir o Banco Bandeirantes em 1998, a instituição desistiu de investir no basquete, encerrando assim a parceria com o GRB.

### Mackenzie/Microcamp (1998–1999)
Para o Campeonato Paulista de 1998, o GRB fechou parceria com a Universidade Presbiteriana Mackenzie, além do patrocínio da rede de escolas de informática Microcamp, passando a se chamar Microcamp/Mackenzie, e dividindo alguns dos jogos entre Barueri e Campinas. Oscar permanece no time, que passa a ser treinado por Cláudio Mortari. A equipe termina a primeira fase do estadual na liderança, chegando à final após eliminar a Hebraica e o COC/Ribeirão Preto nos playoffs. Na decisão, que se encaminhava para mais um título da Valtra/Mogi, uma cesta de três pontos de Paulinho Villas Boas com o cronômetro zerado virou a partida e deu o título inédito para o time de Barueri.
Em 1999, a equipe manteve a sua boa fase no Nacional, ao vencer 24 dos 26 jogos da primeira fase. Nos playoffs, deixou para trás o G.Londrina/Aguativa nas quartas de final até perder para Franca nas semifinais. A parceria se encerrou em maio de 1999, e Oscar deixou o time rumo ao Flamengo.

### Vasco/Barueri (1999–2000)
Após perder os dois patrocinadores e seu principal jogador, o time de Barueri por pouco não fecha as portas. A última temporada da equipe veio por meio de uma parceria de um ano com o Vasco da Gama, que utilizou a equipe como uma filial para a disputa do Campeonato Paulista de 1999. Comandado por Enio Vecchi, o time cruzmaltino caiu nas quartas de final da competição, perdendo o playoff para o COC/Ribeirão por 3 jogos a 1. Já no Campeonato Nacional, o Vasco/Barueri não passou da primeira fase, terminando na 11ª colocação.

### Barueri/G-Unit (2010)
Dez anos depois do fim da equipe adulta, a prefeitura de Barueri decide novamente lançar uma equipe profissional de basquete. Marcel de Souza, que já havia treinado a equipe da cidade na época da parceria com o Banco Bandeirantes, foi o escolhido para comandar o novo time, após três anos afastado das quadras. Com o patrocínio da marca de roupas G-Unit, a equipe participou do Torneio Novo Milênio, classificando-se para a disputa da primeira divisão do Campeonato Paulista, que seria disputado no segundo semestre. Na elite do estadual, o GR Barueri não foi bem e terminou na última posição, perdendo 26 dos 32 jogos disputados. Em dezembro de 2010, a prefeitura decidiu novamente encerrar os investimentos na equipe adulta.

## Voleibol
Sofrendo com a falta de patrocínio e salários atrasados, o elenco do recém-criado Jacareí Vôlei se transferiu para Barueri em 2013. Liderado pela oposta Renatinha e contando também com a campeã olímpica Fernandinha no elenco, a equipe de Barueri foi eliminada ainda na primeira fase do Campeonato Paulista de 2013, terminando em sexto lugar com duas vitórias em sete jogos. Na Superliga, a equipe também foi eliminada na primeira fase, terminando na nona colocação. Ao final da temporada o time de Barueri foi encerrado por problemas financeiros.